# 김혜리 (가수)
김혜리 (1993년 3월 4일 ~ )는 대한민국의 가수이다. 경상남도 창원 출신으로 MBC 스타 오디션 위대한 탄생의 TOP 12 중 한 명이다.

## 음원

#### 스타 오디션 위대한 탄생
- 2011년 4월 22일 : 스타오디션 위대한 탄생 Part.3 한국 아이돌그룹 노래 부르기 - 2 Different Tears
- 2011년 10월 4일 : 위대한 탄생 Pure Love Of The Great Birth - Yellow Green - 그댄 대단해요

## 출연 프로그램
- 스타 오디션 위대한 탄생 (문화방송) (2010년 11월 5일 ~ 2011년 6월 3일) - Top8(7위)
- 트로트의 민족 (2020) - Top22(16위)

## 학력
- 명지대학교 예술종합원 실용음악과(보컬전공)